# Phagocata gracilis
Phagocata gracilis är en plattmaskart som först beskrevs av Samuel Stehman Haldeman 1840.  Phagocata gracilis ingår i släktet Phagocata och familjen Planariidae. Inga underarter finns listade i Catalogue of Life.